# Ana Carolina Dias
Ana Carolina Dias Ferreira (Rio de Janeiro, 8 de outubro de 1987) é uma atriz e apresentadora brasileira.

## Carreira
Ana estreou na televisão em 1997 na telenovela infantil Caça Talentos, da Globo. Em 2001, foi confirmada no elenco de Bambuluá como a personagem Tatá; posteriormente, interpretou Juju em Malhação. Aos 15 anos, começou a comandar a TV Globinho, onde ficou três anos, junto com outras apresentadoras.
Ainda em 2003, fez uma participação especial no programa Turma do Didi; em 2004, no Sítio do Picapau Amarelo. Nos anos de 2006 e 2007, já fora da TV Globinho, ela fez a personagem Maria em Páginas da Vida. Em 2009 e 2010, interpretou Carú em Viver a Vida. Em 2010 participa do seriado S.O.S. Emergência.
No mesmo ano foi para a Rede Record, onde participou do reality show A Fazenda, do qual foi eliminada em 14 de dezembro. Ana Carolina trabalhou na novela Fina Estampa, em que interpretou Deborah, personagem que fez sucesso. Em 2014, trabalha no teatro, integrando o elenco da peça Ex-My Loves, de Brunno Pires, na qual interpreta a protagonista Fabi. No mesmo ano, interpretou a vilã Carmem Godinho na telenovela Império.

## Filmografia

### Televisão
| Ano     | Título                   | Personagem / Cargo           | Notas                           |
| ------- | ------------------------ | ---------------------------- | ------------------------------- |
| 1997    | Caça Talentos            | Silvana Karloff (jovem)      | Episódio: "SOS Silvana"         |
| 1999    | TV Ti Vi                 | Apresentadora                |                                 |
| 2000    | Caderno Teen             | Apresentadora                |                                 |
| 2001    | Bambuluá                 | Talita Mattos (Tatá)         | Temporada 2                     |
| 2002–04 | TV Globinho              | Apresentadora                | Temporadas 3–5                  |
| 2002    | Malhação                 | Rosaly                       | Episódios: "28–29 de novembro"  |
| 2004    | Sítio do Picapau Amarelo | Admete                       | Episódio: "O Pequeno Samurai"   |
| 2006    | Páginas da Vida          | Maria                        | Episódios: "18–22 de dezembro"  |
| 2007    | Amor e Intrigas          | Júlia                        | Episódio: "8 de dezembro"       |
| 2009    | Plugado                  | Apresentadora                |                                 |
| 2009    | Viver a Vida             | Carla Vasconsellos (Caru)    |                                 |
| 2010    | S.O.S. Emergência        | Silene                       | Temporada 1                     |
| 2010    | A Fazenda                | Participante                 | Temporada 3                     |
| 2011    | Fina Estampa             | Deborah                      |                                 |
| 2014    | Em Família               | Cláudia                      | Episódio: "30 de abril de 2014" |
| 2014    | Império                  | Carmen Godinho               |                                 |
| 2015    | Saltibum                 | Participante                 | Temporada 2                     |
| 2017    | Os Suburbanos            | Kelly                        | Episódio: "Ai, Que Chato!"      |
| 2023    | A Divisão                | Érika Mascarenhas Figueiredo | Episódios: "2" e "3"            |

### Cinema
| Ano  | Título         | Personagem     |
| ---- | -------------- | -------------- |
| 2008 | Linha de Passe | Moça da Igreja |
| 2016 | Mulheres       | Helena         |
| 2021 | Os Salafrários | Tia Jussara    |